# Canopo (Egipto)
|  |

Canopo, Canobo o Canope (idioma griego antiguo Κάνωβος del egipcio antiguo Kah Nub, "suelo de oro") fue una ciudad portuaria del antiguo Egipto, emplazada en el delta del Nilo. El nombre "Kahnub" fue el sobrenombre de la ciudad por su abundancia, originalmente llamada "peguat".
| Q3 · W11 | Aa18 | U33 | X1 · O49 |

| Q3 · W11 | Aa18 | U33 | X1 · O49 |

Estaba ubicada en las cercanías del moderno puerto de Alejandría, a unos 25 kilómetros del centro de aquella ciudad y a unos dos o tres kilómetros de Abukir. Sus ruinas se hallan en la isla sedimentaria occidental del delta, en la desembocadura del brazo ubicado al extremo oeste de la formación fluvial, también llamado brazo canópico, canóbico, canobítico o hereaclótico, uno de los cinco brazos antiguos del Nilo.
Cumplió las funciones de puerto principal hasta la fundación de Alejandría en el siglo IV a. C.
Las excavaciones de la temprana egiptología revelaron las extensas ruinas de la ciudad; sus muelles y grandes monumentos de granito con inscripciones de Ramsés II.
La fecha exacta de la fundación de Canopo es desconocida, pero Heródoto se refiere a la ciudad como un puerto antiguo. El mito homérico afirma que fue fundada por Menelao, después de que Canopo, el piloto de su nave, muriera allí al ser mordido por una serpiente. Homero describe cómo Menelao construyó un monumento en memoria de su navegante en la orilla, alrededor del cual se habría desarrollado la ciudad.
Pero la etimología egipcia del topónimo Kah Nub "suelo de oro", evoca un origen local y netamente comercial. 
En Canopo se adoraba una forma de Osiris que estaba representado por una vasija con cabeza humana, dando origen, por error, a la denominación de los vasos canopos.